# Angelo Platania
Angelo Platanìa, noto anche con lo pseudonimo di Aurox (18 febbraio 1919 – Parma, 20 ottobre 1989), è stato un fumettista italiano.

## Biografia
Esordì come fumettista nel 1933 realizzando storie di genere avventuroso pubblicate dalla Nerbini su Topolino; successivamente realizzò illustrazioni per alcune novelle pubblicate su Modellina, una pubblicazione rivolta alle bambine edita dalla casa editrice del quotidiano Il Mattino; nel 1940 esordì anche sul Vittorioso realizzando una storia a puntate scritta da Gian Luigi Bonelli, L'enigma dell'orrido di Medway, oltre a varie storie pubblicate sulla collana Albi viaggi e avventure delle Edizioni Taurinia e, nel 1945 collabora con le Edizioni E.N.P.I. disegnando le serie a fumetti Campanello, Prosdocimo Pancetta, oltre che con altre riviste a fumetti per ragazzi; nel dopo guerra collabora con altre riviste di fumetti come Cineavventura, dove nel 1947 disegna Le Avventure di Mister Cripps e, per le Edizioni Taurinia, disegna la serie Dario Bolide, scritta da Lascial (G. Lascialfari) e Luigi Cirincione, e Ted Puma, scritta da Cirincione, seguite nel 1948 da Le avventure di Razzo l'uomo plastica, scritto da Lascial e pubblicato sugli Albi di enigmistica popolare, Ric-Rac pubblicato dalla Edizioni Periodiche Italiane, la serie Morgan il pirata, pubblicata dalla Nerbini nel 1949 sugli Albi economici mistero e scritta da Vincenzo Baggioli; nel 1950 idea insieme a S. Solco la serie Gino e Gianni, pubblicata dalle Edizioni Florentia su Giovani audaci.
Si trasferì poi a Milano dove collabora con Erio Nicolò disegnando la serie Forza John edito dalla Casa Editrice Universo; per le Edizioni Fantera disegna la serie Jamir e Darga dal 1951 al 1953 pubblicata sulla testata Capitan Bluk e inoltre realizza per Cineavventura trasposizioni a fumetti di classici della letteratura per l'infanzia; alla fine degli anni cinquanta collabora con Gian Luigi Bonelli disegnando le serie western, L'uomo di Yuma e Capitan Tuono pubblicate dalle Edizioni Audace.
Negli anni sessanta pubblica varie storie a fumetti in appendice alla serie Piccolo Sceriffo edito dalle Edizioni Torelli, e collabora alla realizzazione della serie Alboromanzo Vamp edito da Gino Sansoni; disegna anche la serie Cris e Carry pubblicate su Sceriffo Gigante delle Edizioni Fasani; nel 1965 disegna tutta la serie Barbel edita dalle Edizioni Attualità e collabora alla serie Spia 13 l'inafferrabile, edito dalla Editrice Immobiliare Franca, oltre ad alcune storie di genere bellico per l'editore inglese Fleetway; nel 1966 per la S.E.P.I.M. di Fasani realizza trasposizioni a fumetti di opere letterarie e il primo numero della serie Terror edito dalle Edizioni Attualità; seguno alcuni numeri della serie Diabolik realizzati insieme a Lino Jeva, seguito nel 1968 dalla serie Le avventure di Petite Poupée edito dalle Edizioni Cervinia.
Negli anni settanta realizza I due compari, una versione italiana della serie americana Katzenjammer Kids, pubblicata su Sandy dalla casa editrice Corrado Tedeschi e, insieme a Jeva, la serie Henry Sprint, scritto da Luigi Grecchi e pubblicato dalla Editrice Cenisio. Alla fine degli anni ottanta si trasferisce a Parma, dove muore nel 1989.